# Barry Jones, Baron Jones

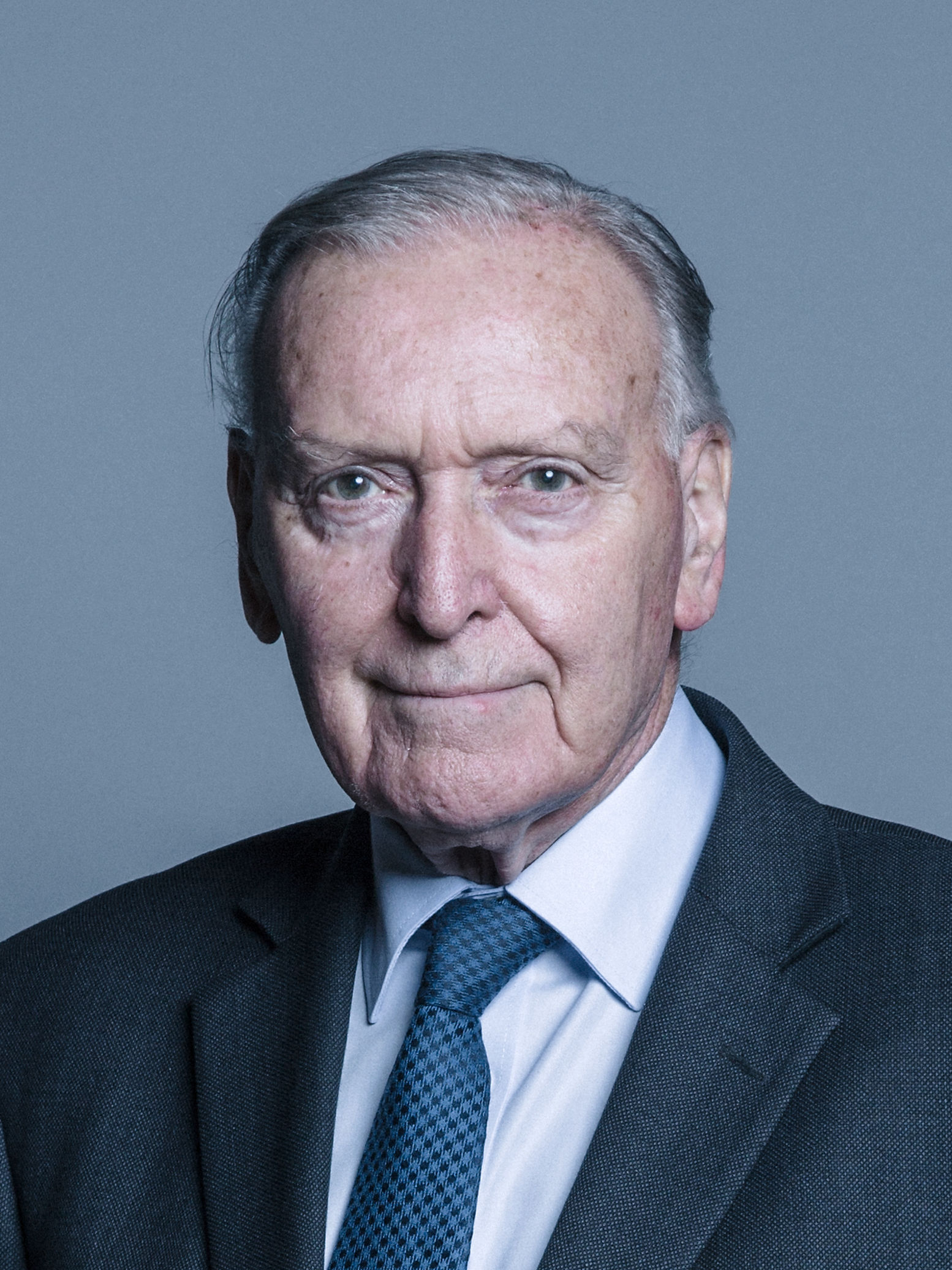
Barry Jones, Baron Jones

Stephen Barry Jones, Baron Jones, PC (* 26. Juni 1938) ist ein britischer Labour-Politiker und Life Peer.

## Jugend und Ausbildung
Jones ging auf die Hawarden Grammar School und das Bangor College of Education. Er wurde Lehrer und war Präsident der National Union of Teachers in Flint County. Er absolvierte eine zweijährige Militärdienstzeit im Royal Welsh Regiment of Fusiliers.

## Politische Karriere
Jones kandidierte 1966 erfolglos im Wahlkreis Northwich und wurde 1970 Member of Parliament im Wahlkreis East Flintshire; den Sitz hatte er bis 1983 inne.
Von 1974 bis 1979 war er Parlamentarischer Unterstaatssekretär für Wales und übernahm 1983 den Parlamentssitz für den Wahlkreis Alyn and Deeside.
1994 wurde Jones vom Premierminister zum Mitglied des Intelligence and Security Committee ernannt, dem er bis 2001 angehörte, als das Komitee aufgelöst wurde.
Zur Unterhauswahl 2001 trat er nicht mehr an, sein Nachfolger auf dem Parlamentssitz war Mark Tami. Stattdessen wurde er am 6. Juli 2001 als Baron Jones, of Deeside in the County of Clwyd, zum Life Peer erhoben und ist seither Mitglied des House of Lords.

## Weitere Positionen
2007 wurde er zum Präsidenten der Glyndŵr University in Wales gewählt.

## Persönliches
Jones ist seit seiner Jugend Fan des FC Everton.
Er ist verheiratet mit Janet Davies.